# Hlouška
Hlouška (německy Hlisow) je jedna z místních částí Kutné Hory. Nachází se zde pět škol: základní škola T. G. Masaryka, ZŠ Kamenná stezka, Střední průmyslová škola, speciální škola a střední odborné učiliště. Dále pak Tylovo divadlo, autobusové nádraží, železniční nádraží Kutná Hora město, Masarykova ulice s poštou Kutná Hora 1 a autobusovými zastávkami Na Špici, Masarykova a Tylovo divadlo, dále Středovy pekárny, Benešova ulice a oblast ulic Pod Valy, Prachňanská a Gruntecké, Seifertovy sady atd. Ulicemi Masarykova, Štefánikova a Československých legií prochází silnice I/2. 
Tato část města sousedí s částmi: Šipší, Sedlec, Vnitřní Město, Karlov (seznam neúplný).